# DNK (citozin-5-)-metiltransferaza
DNK (citozin-5-)-metiltransferaza (EC 2.1.1.37, EcoRI metilaza, DNK 5-citozinska metilaza, DNK citozinska C5 metilaza, DNK citozinska metilaza, DNK metilaza, DNK metiltransferaza, DNK transmetilaza, DNK-citozinska 5-metilaza, DNK-citozinska metiltransferaza, HpaII metilaza, HpaII' metilaza, M.BsuRIa, M.BsuRIb, Tip II DNK metilaza, citozinska 5-metiltransferaza, citozinska DNK metilaza, citozinska DNK metiltransferaza, citozin-specifična DNK metiltransferaza, dezoksiribonukleinska metilaza, dezoksiribonukleinska metiltransferaza, dezoksiribonukleinska (citozin-5-)-metiltransferaza, dezoksiribonukleinska kiselina (citozin-5-)-metiltransferaza, dezoksiribonukleinska kiselina metilaza, dezoksiribonukleinska kiselina metiltransferaza, metilaza modifikacije dezoksiribonukleinske kiseline, dezoksiribonukleinska metilaza, metilfosfotriester-DNK metiltransferaza, modifikaciona metilaza, restrikciono-modifikacioni sistem, site-specifična DNK-metiltransferaza (citozin-specifična), DNK-(citozin C5)-metilaza) je enzim sa sistematskim imenom S-adenozil--metionin:DNK (citozin-5-)-metiltransferaza. Ovaj enzim katalizuje sledeću hemijsku reakciju
-adenozil--metionin + DNK citozin {\displaystyle \rightleftharpoons } -adenozil-L-homocistein + DNK 5-metilcitozin

## Literatura
- Nicholas C. Price; Lewis Stevens (1999). Fundamentals of Enzymology: The Cell and Molecular Biology of Catalytic Proteins (Third изд.). USA: Oxford University Press. ISBN 019850229X.
- Eric J. Toone (2006). Advances in Enzymology and Related Areas of Molecular Biology, Protein Evolution (Volume 75 изд.). Wiley-Interscience. ISBN 0471205036.
- Branden C; Tooze J. Introduction to Protein Structure. New York, NY: Garland Publishing. ISBN 0-8153-2305-0.
- Irwin H. Segel. Enzyme Kinetics: Behavior and Analysis of Rapid Equilibrium and Steady-State Enzyme Systems (Book 44 изд.). Wiley Classics Library. ISBN 0471303097.
- William P. Jencks (1987). Catalysis in Chemistry and Enzymology. Dover Publications. ISBN 0486654605.

## Spoljašnje veze
- DNA+(cytosine-5-)-methyltransferase на 